# Këlcyrë
Këlcyrë, Këlcyra (gr. Κλεισούρα) – miasto w południowej Albanii, w obwodzie Gjirokastёr, zamieszkane przez 3.434 ludzi. W 1963 uzyskała prawa miejskie. Położona nad rzeką Wjosa, w pobliżu kanion Gryka e Këlcyrës.

## Znani ludzie związani z Këlcyrë
- Ali Këlcyra − albański polityk
- Sejfulla Malëshova − albański polityk, pisarz i poeta